# 소운서원
소원서원은 철학아카데미를 전신으로 2007년에 문을 연 철학 공동체이다. 이정우 (철학자) 원장을 중심으로 다양한 분야의 회원들이 함께 공부하고 있으며, 성과를 책으로 출간하고 있다. 
그리스 철학, 장자 철학, 스피노자와 라이프니츠, 베르그송, 후기 구조주의, 현대 한국 철학 및 일본 철학을 비롯한 여러 지적 원천들에 입각해 오늘날 한국 사회, 넓게는 현대 사회가 처한 문제들에 답하고자 노력하고 있다. 서원에서는 강좌, 세미나, 학회, 답사를 비롯한 각종 모임들을 열고 있다. 

## 업적
- 『사유의 새로운 이념들』, 그린비, 2022